# فرانکالتروف
فرانکالتروف (به فرانسوی: Francaltroff) یک کمون در فرانسه است که در Canton of Albestroff واقع شده‌است.

## خصوصیات
فرانکالتروف ۱۲٫۴۶ کیلومترمربع مساحت و ۷۵۸ نفر جمعیت دارد و ۲۲۰ متر بالاتر از سطح دریا واقع شده‌است.